# Let Me Kiss You
Let Me Kiss You è un brano del cantante inglese Morrissey.
Terzo singolo tratto dall'album You Are the Quarry, il disco venne pubblicato dalla Sanctuary/Attack Records il 11 ottobre del 2004 e raggiunse la posizione numero 8 della Official Singles Chart.

## Realizzazione
Registrato a Los Angeles nel luglio del 2004, il brano venne scritto in collaborazione con Alain Whyte e prodotto da Jerry Finn. La copertina ritrae una foto di Morrissey, realizzata da Hamish Brown.
Una versione del brano è stata realizzata da Nancy Sinatra e pubblicata, come singolo dalla Attack Records, lo stesso giorno dell'uscita di Morrissey (che compare nel brano come seconda voce).

## Tracce
- UK 7" /CD#1

1. Let Me Kiss You - 3:31
2. Don't Make Fun of Daddy's Voice - 2:52

- UK CD#2

1. Let Me Kiss You - 3:33
2. Friday Mourning - 4:08
3. I Am Two People - 3:56

## Formazione
- Morrissey – voce
- Alain Whyte - chitarra
- Boz Boorer - chitarra
- Gary Day - basso
- Dean Butterworth - batteria
- Roger Manning - tastiere